# See How They Run
See How They Run ist eine US-amerikanisch-britische Kriminalkomödie von Regisseur Tom George, die am 16. September in die US-amerikanischen und am 27. Oktober 2022 in die deutschen Kinos kam. In den Hauptrollen sind Sam Rockwell und Saoirse Ronan zu sehen.

## Handlung
Auf einer abendlichen Feier zur 100. Aufführung des Theaterstücks Die Mausefalle von Agatha Christie kommt es 1953 im Londoner Ambassadors Theatre zu einer Handgreiflichkeit zwischen Hauptdarsteller Richard Attenborough und Leo Köpernick, einem US-amerikanischen Regisseur, der das Bühnenwerk für den Produzenten John Woolf zu einem Film adaptieren soll. Köpernick sucht daraufhin zum Umziehen den Kostümfundus auf, wo er von einem Unbekannten attackiert wird. Der Angreifer bringt den Regisseur um, schneidet ihm die Zunge heraus und drapiert seine Leiche auf der Bühne, wo sie wenig später von Angestellten gefunden wird.
Der Mordfall wird dem altbackenen Inspector Stoppard anvertraut, der am Tatort die Bekanntschaft von Constable Stalker macht. Die junge Polizistin ist aufgrund eines parallel umtriebigen Serienmörders die einzig verfügbare Unterstützung, und Stoppard ist von ihrer übermotivierten Art und ihren voreiligen Schlüssen leicht genervt, lässt sich aber nichts anmerken. Beide suchen zunächst im Theater nach möglichen Hinweisen und beginnen am nächsten Tag mit der Befragung der Verdächtigen.
Im Gespräch mit Mervyn Cocker-Norris, dem Drehbuchautor der Filmadaption, stellt sich heraus, dass er Streit mit Köpernick aufgrund kreativer Differenzen hatte. Auch Produzent Woolf hatte ein Motiv, wusste Köpernick doch von seiner Affäre und erpresste sich damit eine Luxussuite im Savoy Hotel. Durch die Theaterbesitzerin Petula Spencer erfahren die Ermittler zudem, dass Woolfs Film erst sechs Monate nach Ende der Theateraufführungen hätte gedreht werden dürfen, weshalb er Köpernicks Tod als Anlass zur Schließung des Theaters sah. Der letzte Verdächtige ist der Schauspieler Richard Attenborough, dessen Frau Sheila Sim von Köpernick sexuell belästigt wurde.
Bei der Befragung des Zeugen Dennis Corrigan, der als Platzanweiser im St. Martin’s Theatre arbeitet, beschreibt dieser eine ihm verdächtige Person. Constable Stalker wird bei den Schilderungen hellhörig, trifft die Beschreibung doch auch auf ihren Vorgesetzten Inspector Stoppard zu. Als der Ermittler zwischen den Befragungen schließlich von seiner Ex-Frau Joyce erzählt, die ihn für einen anderen Mann verlassen hat, erinnert sich die Polizistin an die Aussage von Cocker-Norris. Dieser hatte in Köpernicks Gegenwart vermehrt eine Frau mit Kind gesehen, deren Beschreibung mit einem Foto von Joyce übereinstimmt.
Stalker ist fest davon überzeugt, dass Stoppard der Täter ist und sich mit dem Mord am Liebhaber seiner Frau rächen wollte, traut sich allerdings nicht, diesen Verdacht gegenüber dem Polizeichef Commissioner Harrold Scott zu äußern. Stattdessen besucht die zusammen mit Stoppard am Abend eine Aufführung von Die Mausefalle, um vermeintlich weitere Ermittlungen anzustellen. Als Stoppard den Saal verlässt, nimmt Stalker die Verfolgung auf und sieht schließlich, wie der Inspector über der Leiche von Mervyn Cocker-Norris kniet. Mit einer Schneeschaufel schaltet sie Stoppard aus und übergibt ihn an Commissioner Scott.
Als Stoppard wieder zu sich kommt, wird er mit Stalkers Anschuldigungen konfrontiert, kann allerdings beweisen, dass es sich bei der Geliebten von Köpernick nicht um seine Ex-Frau Joyce handelt und dass er auch Cocker-Norris nicht ermordet, sondern den eigentlichen Täter nur verfolgt hat. Enttäuscht von Constable Stalker wendet sich Stoppard von seiner Assistentin ab und nimmt die Ermittlungen allein wieder auf. Unabhängig voneinander finden beide Ermittler daraufhin die wahre Identität des Mörders heraus: es war Dennis Corrigan.
Der Platzanweiser hat derweil unter falscher Identität die Mordverdächtigen auf das Anwesen von Agatha Christie bestellt und gibt sich dort als Täter zu erkennen. Wie sich herausstellt basiert das Theaterstück Die Mausefalle auf seiner eigenen, tragischen Lebensgeschichte und wurde von Christie sensationalisiert. Zwar wollte er sich mit seiner Arbeit als Platzanweiser seinem Trauma stellen, wurde jedoch nur noch weiter verletzt. Köpernick und Cocker-Norris mussten letztendlich sterben, weil sie seine Geschichte weiter ausschlachten wollten und er durch ihre Tode eine Absetzung des Theaterstücks sowie eine Verhinderung der Filmadaption erreichen wollte. Da dies nicht erfolgreich war, plant Dennis nun, auch Agatha Christie umzubringen.
Dennis’ Plan wird von Inspector Stoppard durchkreuzt, woraufhin es zu einem Schusswechsel kommt. Als der Platzanweiser auf den Polizisten feuert, wird Stoppard von der eintreffenden Constable Stalker gerettet, ehe Dennis von Agatha Christie erschlagen wird. Stoppard spricht Stalker gegenüber sein Vertrauen aus und erhält wenig später eine Ehrenmedaille der Polizei. Constable Stalker besteht hingegen im Frühjahr 1953 ihre Prüfung zum Sergeant.

## Produktion

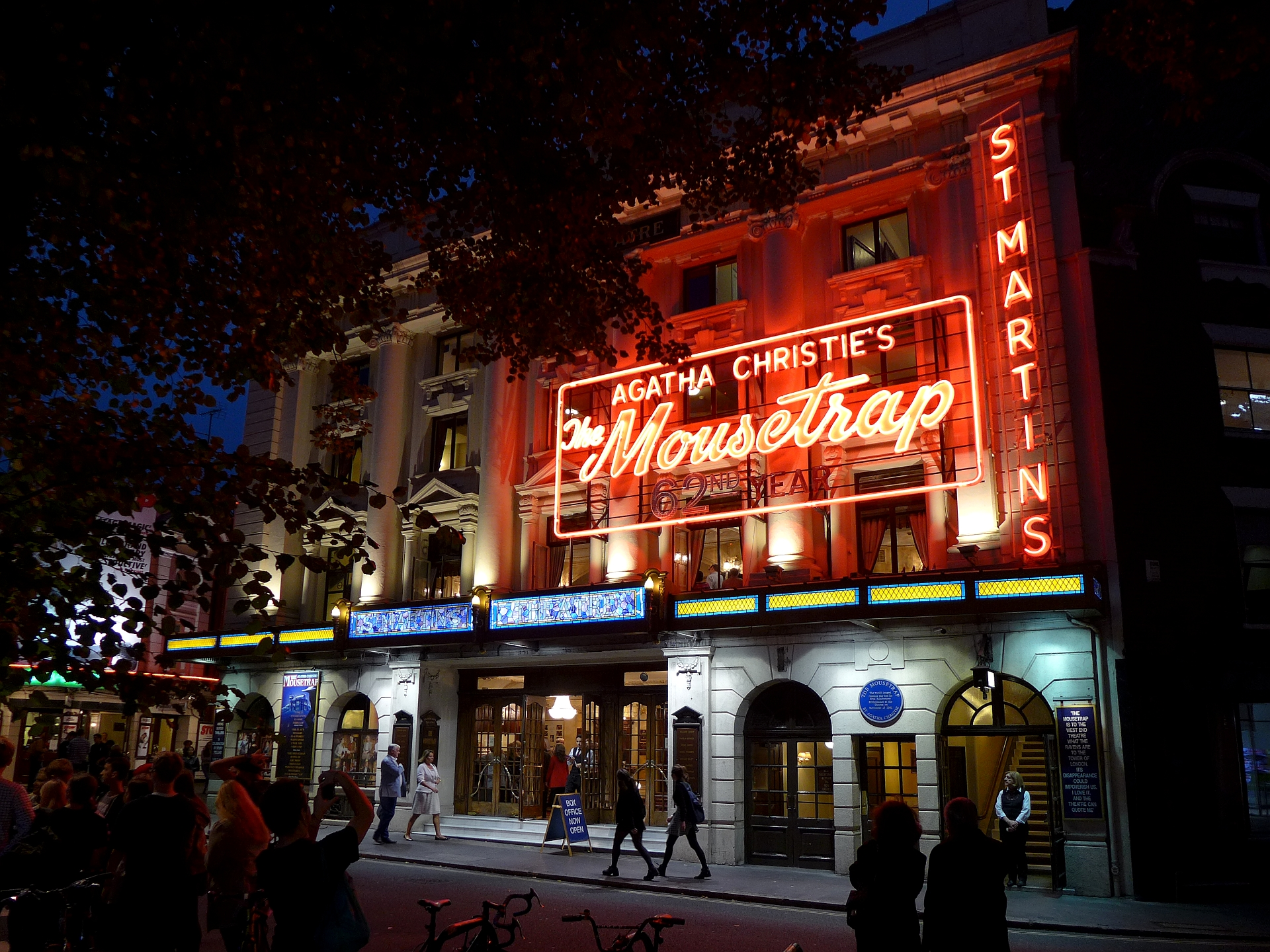
Das Bühnenwerk Die Mausefalle von Agatha Christie im St. Martin’s Theatre

Als Produzent Damian Jones nach West-End-Theaterstücken suchte, die es wert seien, verfilmt zu werden, stieß er im Jahr 2020 auf das seit 1952 im St. Martin’s Theatre laufende Whodunit Die Mausefalle von Agatha Christie. Da die Verfilmungsrechte allerdings bei John Woolf lagen und eine Klausel im Vertrag besagte, dass eine Verfilmung frühestens sechs Monate nach dem Ende der Theateraufführungen gedreht werden dürfe, musste Jones seine Pläne abändern. So engagierte er den Drehbuchautoren Mark Chappell, der selbst einen Kriminalfilm rund um das Stück schreiben und so eine in der Vergangenheit spielende Meta-Komödie mit modernen Elementen erschaffen sollte.
Im November 2020 wurde erstmals öffentlich über das Filmprojekt berichtet, als sich Searchlight Pictures die internationalen Vertriebsrechte sicherte. Gleichzeitig wurde der BAFTA-Award-Gewinner Tom George als Regisseur vorgestellt, der zuvor ausschließlich Fernsehserien inszenierte. Für die Hauptrollen wurden Saoirse Ronan und Sam Rockwell als Ermittler sowie David Oyelowo engagiert. Später wurde die Besetzung durch Adrien Brody, Ruth Wilson, Reece Shearsmith, Pippa Bennett-Warner, Sian Clifford, Shirley Henderson, Charlie Cooper, Jacob Fortune-Lloyd, Paul Chahidi, Pearl Chanda und Harris Dickinson erweitert.
Die Dreharbeiten mit Kameramann Jamie D. Ramsay erfolgten Anfang 2021 während des zweiten COVID-Lockdowns im historischen London. Die Produktion wurde dabei einerseits durch die Pandemie samt Hygieneregelungen erschwert, andererseits erhielten die Filmemacher so aber auch die Möglichkeit, vor Ort in echten Theatern zu filmen. Das Old Vic Theatre diente als Hauptdrehort des Theatersaals; die restliche Kulisse war hingegen eine Mischung aus dem Dominion Theatre an der Tottenham Court Road, dem St Martin’s Theatre in West End und der Hoxton Hall in Shoreditch. Insgesamt errichtete Szenenbildnerin Amanda McArthur rund 70 Filmsets in Londoner Theatern, Music Halls, Filmstudios in Twickenham sowie Bovingdon, im Savoy Hotel und auf dem Gelände des Windsor Great Parks.
Im Juli 2021 wurde der offizielle Filmtitel See How They Run verkündet und ein erstes Bild veröffentlicht. Der offizielle Trailer folgte am 29. Juni 2022. Der Film kam am 16. September 2022 in die US-amerikanischen und am 27. Oktober 2022 in die deutschen Kinos.

## Synchronisation
Die deutschsprachige Synchronisation entstand nach einem Dialogbuch von Sven Hasper und unter der Dialogregie von Axel Malzacher bei FFS Film- & Fernseh-Synchron.
| Rolle                         | Darsteller           | Synchronsprecher     |
| ----------------------------- | -------------------- | -------------------- |
| Constable Stalker             | Saoirse Ronan        | Lydia Morgenstern    |
| Inspector Stoppard            | Sam Rockwell         | Dietmar Wunder       |
| Leo Köpernick                 | Adrien Brody         | Markus Pfeiffer      |
| Mervyn „Merv“ Cocker-Norris   | David Oyelowo        | Tobias Schmitz       |
| John Woolf                    | Reece Shearsmith     | Florian Halm         |
| Petula „Choo“ Spencer         | Ruth Wilson          | Marie Bierstedt      |
| Dennis Corrigan               | Charlie Cooper       | Tim Schwarzmaier     |
| Richard „Dickie“ Attenborough | Harris Dickinson     | Henning Nöhren       |
| Sheila Sim                    | Pearl Chanda         | Maria Koschny        |
| Commissioner Harrold Scott    | Tim Key              | Christian Gaul       |
| Ann Saville                   | Pippa Bennett-Warner | Giovanna Winterfeldt |
| Agatha Christie               | Shirley Henderson    | Heidrun Bartholomäus |
| Max Mallowan                  | Lucian Msamati       | Thomas Wenke         |
| Fellowes                      | Paul Chahidi         | Lutz Schnell         |
| Major Metcalf                 | Gregory Cox          | Lutz Riedel          |

## Rezeption

### Altersfreigabe
In den Vereinigten Staaten erhielt See How They Run von der MPA aufgrund einiger blutiger sowie gewalttätiger Bilder und sexuellen Anspielungen ein PG-13-Rating. In Deutschland bekam der Film von der FSK eine Freigabe ab 12 Jahren. In der Freigabebegründung heißt es, der Film enthalte mehrere Szenen, in denen Charaktere bedroht werden würden. Es komme zu Prügeleien und mehrmals würden Verletzungen deutlich gezeigt werden. Diese Szenen seien jedoch zurückhaltend inszeniert, schlüssig in die Handlung eingebunden und entfalteten in diesem Kontext keine ängstigende Wirkung auf Kinder oder Jugendliche. Daher sei diese Altersgruppe in der Lage, den Film als turbulente und ironische Kriminalgeschichte in historischem Umfeld zu betrachten.

### Kritiken
See How They Run konnte 75 % der 189 bei Rotten Tomatoes gelisteten Kritiker überzeugen und erhielt dabei eine durchschnittliche Bewertung von 6,5 von 10 Punkten. Als zusammenfassendes Fazit zieht die Seite, das Werk tue sich mit seinen zahlreichen Agatha-Christie-Vergleichen keinen Gefallen, sei aber trotzdem ein unterhaltsamer Whodunit. Bei Metacritic erhielt der Film basierend auf 40 Kritiken einen Metascore von 60 von 100 möglichen Punkten.
Zu einem positiven Fazit gelangt Peter Bradshaw vom Guardian, für den See How They Run als Kriminalkomödie im Zeitalter der unzähligen Agatha-Christie-Verfilmungen von Kenneth Branagh eine Erlösung wäre. Der Film sei sympathisch albern und eine unerbittliche Parodie, womit er im Kontrast zu den vermeintlich anspruchsvollen und bitterernsten Werken von Branagh stehe. Regisseur Tom George verfolge einen Wes-Anderson-Ansatz, bei dem die Künstlichkeit in die Höhe getrieben werde, wodurch eine unterhaltsame Dummheit entstehe. Dabei hätten die von Saoirse Ronan und Sam Rockwell verkörperten Hauptfiguren eine skurrile, platonische Chemie zueinander, wobei die trübe Weltmüdigkeit von Inspector Stoppard im Kontrast zum naiven Idealismus von Constable Stalker stehe.
Auch Amy Nicholson von Variety steht dem Filmprojekt wohlgesonnen gegenüber und urteilt, See How They Run sei eine „bissige Retro-Kitsch-Kriminalkomödie“, in der das Verfilmungsverbot des Theaterstücks Die Mausefalle über eine Metaebene geschickt umgangen werde. In der Hommage überrasche Drehbuchautor Mark Chappell das Publikum mit Witzen und Spannung; selbst der gesellschaftskritische Subtext rege zum Schmunzeln an. Regisseur Tom George verleihe der Besetzung dabei einen modernen Glanz, was im Kontrast zum vollkommen unironischen und als steif dargestellten Theaterstück stehe. Auch der Filmschnitt von Peter Lambert und Gary Dollner sei lebhaft und phantasievoll, manchmal sogar wunderbar unlogisch. Obwohl Sam Rockwell und Saoirse Ronan als seltsames Leinwandpaar den Film tragen würden, stelle sie Shirley Henderson in einem kurzen Auftritt als Agatha Christie fast sogar noch in den Schatten.
Zu einem durchwachsenen Urteil gelangt Jude Dry von IndieWire, für den See How They Run ein weitestgehend eintöniger Whodunit ohne Finesse wäre. Der Film sei vielleicht von der größten Krimiautorin aller Zeiten inspiriert, bestenfalls allerdings eine uninspirierte Kopie. Die dünne Handlung lasse kaum einer Figur Raum, um hervorzustechen; einzig Saoirse Ronan könne aus den skizzenhaften Charakteren eine interessante Figur herauskitzeln. So seien sie und Sam Rockwell die wahren Stars des Films, auch wenn es in zumeist kurzen Ensembleszenen durchaus eine komödiantische Chemie zwischen den Verdächtigen gebe. Weil jedoch alles zu schnell zusammengewürfelt werde, bleibe die Spannung weitestgehend auf der Strecke. Daneben umfasse das Drehbuch von Mark Chappell viele Theaterwitze, die zwar auf dem Papier gut ausgesehen hätten, im fertigen Film aber nicht wirklich funktionieren würden. Regisseur Tom George kreiere gleichzeitig eine abgeschwächte Wes-Anderson-Ästhetik, die zumindest am Ende zu einer ausreichend befriedigenden Auflösung führe.
Enttäuscht zeigt sich David Rooney vom Hollywood Reporter, für den sich See How They Run weniger wie eine moderne Kriminalkomödie im Stile von Knives Out – Mord ist Familiensache als vielmehr wie ein veraltete, britische Produktion anfühle, die keinen wirklichen Erfolg hätte. Der Film sprühe vor Verzweiflung und selbst die Idee einer Whodunit-Parodie wirke ermüdend. Das Drehbuch bemühe sich zwar, möglichst viele Handlungspunkte aus Die Mausefalle zu übernehmen, doch es fehle an Erzähltempo, Energie und Witz. So müssten die lächerlich überqualifizierten Schauspieler den Film am Leben erhalten, auch wenn kaum einer aufgrund der nur begrenzten Leinwandzeit einen wirklich bleibenden Eindruck hinterlasse. Einzig Saoirse Ronan könne ihr komödiantisches Talent unter Beweis stellen, während Sam Rockwell hingegen nicht wirklich zu seiner Rolle passe.

### Einspielergebnis
Am Startwochenende konnte See How They Run mit einem Einspielergebnis von rund 3,1 Millionen US-Dollar nur den vierten Platz der US-amerikanischen Kino-Charts erreichen. Die weltweiten Einnahmen aus Kinovorführungen belaufen sich auf 21,97 Millionen US-Dollar, von denen der Film allein 9,59 Millionen im US-amerikanischen Raum erwirtschaften konnte.

### Auszeichnungen
British Academy Film Awards 2023
- Nominierung als Bester britischer Film[23]

London Critics’ Circle Film Awards 2023
- Nominierung als Bester britischer Darsteller (Harris Dickinson, auch für Triangle of Sadness & Der Gesang der Flusskrebse)[24]